# Сафонов, Павел Валентинович
Павел Валентинович Сафонов  (род. 26 июня 1972) — российский актёр и режиссёр театра и кино.

## Биография
Павел Сафонов родился 26 июня 1972 года. Окончил театральное училище имени Б. В. Щукина в 1994 году (мастерская В. В. Иванова). В том же году принят в труппу театра им. Е. Вахтангова. Магистрант Школы-студии МХАТ.
Как режиссёр ставил спектакли во многих театрах России: в театре им. Е. Б. Вахтангова поставил «Чайку» (2003), «Калигулу» (2004), «Глубокое синее море» (2007), в Театре Сатиры — «Собака на сене» (2017), «Платонов» (2019), в Ленкоме — «Кабала святош» (2017).

## Семья
Жена — актриса Ольга Ломоносова.
Имеет троих детей:
- Варвара (род. 2006),
- Александра (род. 2011),
- Фёдор (род. 2017).

## Творчество

### Роли в театре
- «Варвары» М. Горького — Дробязгин
- «Али-Баба и сорок разбойников» — Стражник
- «Лев зимой» — Ричард Львиное сердце
- «Жизнь есть сон» — Сехизмундо
- «Сказка» — Эрвин
- «За двумя зайцами…» Михаила Старицкого — Мещанин, Степан
- «Пиковая дама» — 1-й гость, молодой архиерей
- «Сирано де Бержерак» — Монфлери
- «Амфитрион» — Ночь
- «Дядюшкин сон» Ф. М. Достоевского — Гришка, преданный слуга Афанасия Матвеевича
- «Отелло» — Моряк, Гонец, Военный, Чиновник, Слуга
- «Принцесса Турандот» — Мудрец, член Дивана
- «Ревизор» — Артемий Филлипович Земляника, попечитель богоугодных заведений
- «Царская охота» — Бониперти

### Постановки в театре
- «Прекрасные люди» (Театральное училище им. Щукина)
- «Чайка» — Театр им. Евг. Вахтангова
- «Калигула» — Театр им. Евг. Вахтангова
- «Ивонна, принцесса Бургундская» (Центр театрального искусства «Дом Мейерхольда» (в рамках программы «Польский театр: вчера и сегодня»)
- «Сны Родиона Романовича» (Театральное товарищество 814)
- «Глубокое синее море» (2007) — Театр им. Евг. Вахтангова
- «Пигмалион» (театральный центр «Русич»)
- «Приглашение на казнь» (2009) — РАМТ
- «Жизнь есть сон» — Театр им. Евг. Вахтангова
- «Долгое путешествие в ночь» — Театр имени Моссовета
- «Идеальный муж» (2010) — по «одноимённой пьесе» Оскара Уайльда (Автономная некоммерческая организация «Театральный марафон»)[4]
- «Тартюф» (2011) — Московский драматический театр на Малой Бронной
- «Старший сын» (2012) — театральная компания «Свободная сцена»
- «Сирано де Бержерак» (2014) — Московский драматический театр на Малой Бронной
- «Собака на сене» (2016) — Московский академический театр Сатиры
- «Двенадцатая ночь» (2017) — Московский академический театр сатиры
- «Горе от ума» (2017) — Московский драматический театр на Малой Бронной
- «Сны господина де Мольера» (2017) — Московский театр Ленком
- «Иллюзия счастья» по пьесе «Тектоника чувств» Эрика-Эммануэля Шмитта (2024) — Антреприза

## Фильмография

### Роли в кино
- 1995 — Орёл и решка — Валентин, милиционер
- 1998 — Цветы от победителей
- 2002 — Мужская работа 2 (сериал) — Ваха Амиров
- 2005 — Авантюристка — Игорь

### Режиссёрские работы в кино
- 2007 — Агентство «Алиби»